# Jean-Michel Aeby
Jean-Michel René Aeby (ur. 23 maja 1966 w Genewie) – szwajcarski piłkarz występujący na pozycji pomocnika oraz trener.

## Kariera klubowa
Aeby rozpoczął zawodową karierę w 1984 roku w drugoligowym zespole Étoile Carouge FC. W 1986 roku przeszedł do pierwszoligowej Bellinzony. W nowej lidze zadebiutował 9 sierpnia 1986 w wygranym 2:0 meczu z FC Sankt Gallen, a 24 października 1987 w przegranym 2:4 spotkaniu z FC Zürich zdobył swojego pierwszego ligowego gola. W 1988 roku odszedł do zespołu Lausanne Sports, z którym w sezonie 1989/1990 wywalczył wicemistrzostwo Szwajcarii.
W 1991 roku przeszedł do Servette FC. W sezonie 1993/1994 zdobył z tym zespołem mistrzostwo Szwajcarii, a w sezonie 1995/1996 dotarł z nim do finału Pucharu Szwajcarii (porażka 2:3 z FC Sion). W 1996 roku wrócił do Étoile Carouge FC, nadal grającego w drugiej lidze i już w sezonie 1996/1997 awansował z nim do pierwszej ligi.
W latach 1998–2000 występował w trzecioligowych zespołach Meyrin FC oraz CS Chênois, po czym zakończył karierę.
W lidze szwajcarskiej rozegrał 330 spotkań i zdobył 14 bramek.

## Kariera reprezentacyjna
W reprezentacji Szwajcarii Aeby zadebiutował 3 lutego 1991 w wygranym 3:2 towarzyskim meczu z Kolumbią, a 12 marca 1991 w wygranym 6:0 towarzyskim pojedynku z Liechtensteinem strzelił swojego jedynego gola w kadrze. W drużynie narodowej rozegrał trzy spotkania, wszystkie w 1991 roku.

## Kariera trenerska
W swojej karierze trenerskiej najwięcej spotkań poprowadził na poziomie drugiej ligi – 221. W pierwszej lidze poprowadził 12 meczów (w 2010 jako szkoleniowiec Neuchâtel Xamax). Poza tym, trenował również kluby z trzeciej i czwartej ligi.